# Шейді-Шорс (Техас)
Шейді-Шорс (англ. Shady Shores) — місто (англ. town) в США, в окрузі Дентон штату Техас. Населення — 2764 особи (2020).

## Географія
Шейді-Шорс розташоване за координатами 33°9′44″ пн. ш. 97°2′6″ зх. д. / 33.16222° пн. ш. 97.03500° зх. д. (33.162127, -97.034993).  За даними Бюро перепису населення США в 2010 році місто мало площу 7,56 км², з яких 7,54 км² — суходіл та 0,02 км² — водойми.

## Демографія
Згідно з переписом 2010 року, у місті мешкало 2612 осіб у 932 домогосподарствах у складі 736 родин. Густота населення становила 346 осіб/км².  Було 1004 помешкання (133/км²).
Расовий склад населення:
| - 90,4 % — білих - 2,5 % — чорних або афроамериканців - 2,3 % — азіатів - 0,7 % — корінних американців - 0,2 % — вихідців з тихоокеанських островів - 1,4 % — осіб інших рас |

До двох чи більше рас належало 2,5 %. Частка іспаномовних становила 8,7 % від усіх жителів.
За віковим діапазоном населення розподілялося таким чином: 26,6 % — особи молодші 18 років, 64,0 % — особи у віці 18—64 років, 9,4 % — особи у віці 65 років та старші. Медіана віку мешканця становила 40,8 року. На 100 осіб жіночої статі у місті припадало 100,8 чоловіків;  на 100 жінок у віці від 18 років та старших — 102,2 чоловіків також старших 18 років.
Середній дохід на одне домашнє господарство  становив 112 005 доларів США (медіана — 96 761), а середній дохід на одну сім'ю — 126 522 долари (медіана — 115 170). Медіана доходів становила 71 250 доларів для чоловіків та 43 500 доларів для жінок. За межею бідності перебувало 6,3 % осіб, у тому числі 8,3 % дітей у віці до 18 років та 5,2 % осіб у віці 65 років та старших.
Цивільне працевлаштоване населення становило 1390 осіб. Основні галузі зайнятості: освіта, охорона здоров'я та соціальна допомога — 19,6 %, виробництво — 12,4 %, науковці, спеціалісти, менеджери — 11,0 %, транспорт — 10,9 %.